# Lago de Akdoğan
El lago de Akdoğan (en turco: Akdoğan Gölü) Es un lago volcánico situado dentro de las fronteras del distrito de Varto de la provincia de Muş en Turquía.